# Eisenbahnunfall von Erfurt-Bischleben

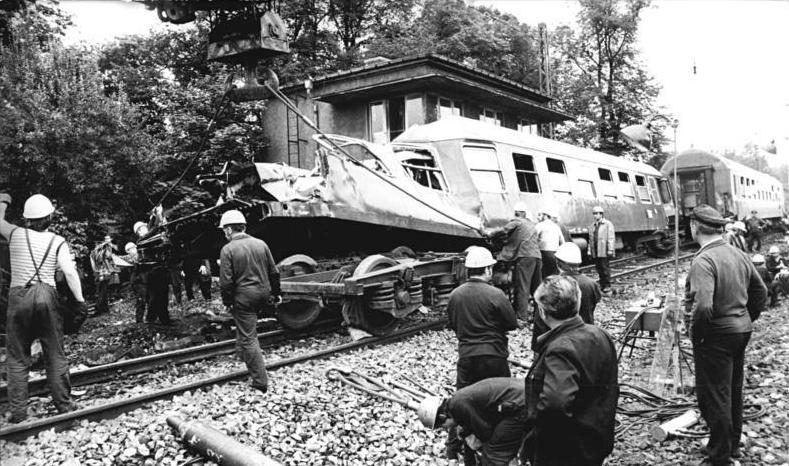
Bergungsarbeiten am siebten Wagen

Bei dem Eisenbahnunfall von Erfurt-Bischleben entgleiste am 11. Juni 1981 aufgrund einer Gleisverwerfung der Schnellzug D 1453 von Düsseldorf nach Karl-Marx-Stadt. 14 Reisende starben, 102 wurden verletzt, einige von ihnen schwer.

## Ausgangslage
Der D 1453 war ein sogenannter Interzonenzug zwischen der Bundesrepublik Deutschland und der damaligen Deutschen Demokratischen Republik (DDR). Er war von Düsseldorf Hbf über Bebra und Erfurt nach Karl-Marx-Stadt Hbf unterwegs. Er bestand aus der Diesellokomotive 132 009 des Bahnbetriebswerks Eisenach und zehn Reisezugwagen. Im Zug reisten viele DDR-Rentner, die von einem Besuch in der Bundesrepublik zurückkehrten. Gegen 16:20 Uhr passierte er den Bahnhof Erfurt-Bischleben mit der dort zulässigen Höchstgeschwindigkeit von 120 km/h.
Der 11. Juni 1981 war ein heißer Sommertag. Die Temperatur betrug 30 °C.

## Unfallhergang

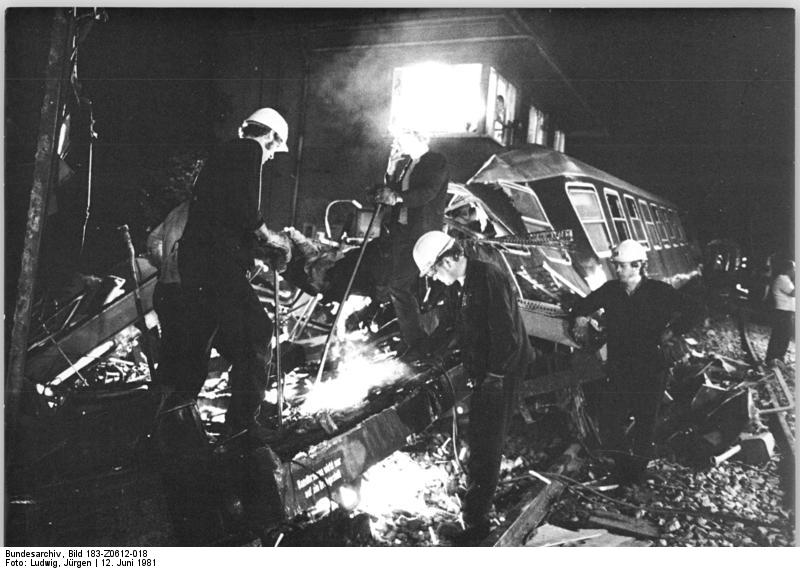
Arbeiten am siebten Wagen

Aufgrund der Hitze kam es zu großen Schienenspannungen und wohl wegen qualitativ schlecht ausgeführter Gleisbauarbeiten kam es im Bahnhof von Erfurt-Bischleben offenbar infolgedessen zu einer Gleisverwerfung im Gleis 1 in Höhe des Empfangsgebäudes. Die Zerstörungen am Oberbau durch den Unfall vernichteten jedoch alle Spuren, so dass dies nicht mehr nachgewiesen werden konnte.
Der Zug näherte sich der Gleisverwerfung mit knapp 120 km/h, der Lokomotivführer erkannte sie noch und löste eine Schnellbremsung aus. Das war aber zu spät, um den Unfall noch zu verhindern. Die ersten Wagen blieben mit der Lokomotive verbunden. Zwischen dem dritten und dem vierten Personenwagen brach die Kupplung, der vierte und der fünfte Wagen stürzten die Böschung hinunter. Die nachfolgenden Wagen entgleisten, blieben aber im Schotter stehen, wobei der siebte Wagen jedoch frontal mit einem Stellwerksgebäude zusammenstieß und zur Hälfte zerstört wurde.

## Folgen

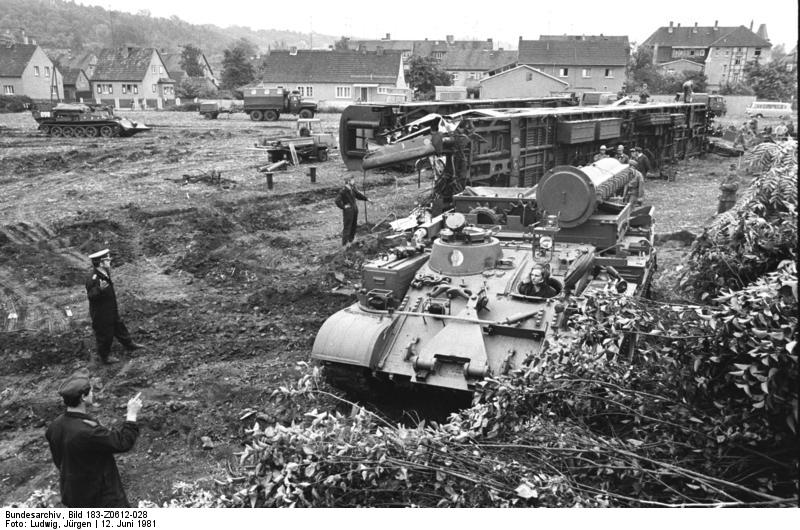
Panzer der NVA ziehen zerstörte Reisezugwagen aus der Unfallstelle

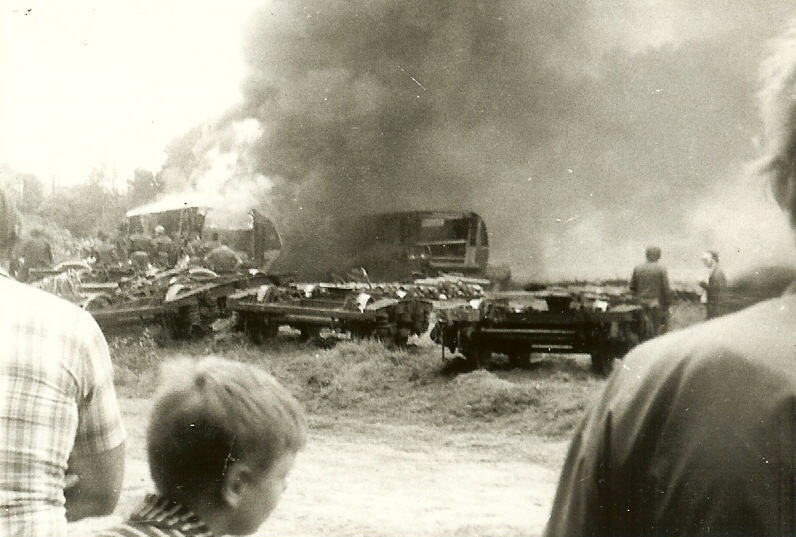
Die Wagen 4 und 5 des D 1453 werden vor Ort verbrannt

Zahlreiche Helfer waren schnell zur Stelle und nahmen sich der Verletzten an. Nicht selten fielen den Schwestern und Ärzten gebündelte D-Mark-Scheine entgegen, wenn sie Schwerverletzte aus ihren Kleidern schnitten. Manche der Rentner, die von ihrem West-Besuch heimkehrten, sollen bis zu vier Jacken übereinander getragen haben, Geschenke von der West-Verwandtschaft, die der Zollkontrolle an der Grenze entgehen sollten. Verkehrsminister Otto Arndt traf noch am Abend an der Unfallstelle ein. Am nächsten Morgen zogen Bergepanzer der Nationalen Volksarmee und Sowjetarmee die zerstörten Wagen aus dem Gleisbereich. Einen Tag nach dem Unfall war die Strecke geräumt. Neben den 14 Toten und den mehr als 100 Verletzten entstand ein Sachschaden von mehr als 1,16 Mio. Mark.
Ein eingeleitetes Ermittlungsverfahren gegen verantwortliche Mitarbeiter der Deutschen Reichsbahn wurde von der Erfurter Staatsanwaltschaft eingestellt, da die Zerstörungen an der Unfallstelle die Ursache für die Gleisverwerfung nicht mehr eindeutig feststellen ließen. Auch bestand auf Seiten der Deutschen Demokratischen Republik (DDR) ein Interesse daran, den Vorfall so schnell wie möglich vergessen zu machen, da ein internationaler Zug betroffen war und der Unfall der Reputation der DDR schädlich sein konnte.
Nach dem Unfall kam in der DDR das Gerücht auf, die Gleisverwerfung sei durch Militärfahrzeuge, die unzulässigerweise die Gleise am Bahnhof in Erfurt-Bischleben überquert haben sollten, verursacht worden. Dagegen spricht aber, dass sich die Gleisverwerfung in der Höhe des Empfangsgebäudes befand.
Zwei Tage später, am 13. Juni 1981, fand die zentrale Feier zum Tag des Eisenbahners (Tag der Werktätigen des Verkehrswesens) statt. An diesem Morgen ereignete sich ein weiterer Bahnunfall, bei dem zwischen Bad Blankenburg und Saalfeld zwei Güterzüge frontal zusammenstießen. Zwei Tote und ein hoher Sachschaden waren die Folge. Die beiden Unfälle ließen den Verkehrsminister zweifeln, ob er Herbert Marktscheffel, den Präsidenten der Reichsbahndirektion Erfurt, auf der Feier wirklich als verdienten Eisenbahner auszeichnen sollte. Beide Unfälle blieben für den Präsidenten jedoch ohne persönliche Konsequenzen.